# Faders up
Faders Up (Live) is een livealbum van de Belgische band Triggerfinger. Het album kwam uit op 12 maart 2007 en is opgenomen tijdens een concert in Antwerpen, België in september 2006.

## Nummers
| 1.                 | On My Knees                                        | 4:29  |
| 2.                 | Faders Up                                          | 6:53  |
| 3.                 | Lil' Teaser                                        | 4:53  |
| 4.                 | Drivin'                                            | 3:11  |
| 5.                 | Father of Night (Cover van Bob Dylan)              | 5:45  |
| 6.                 | Camaro                                             | 5:19  |
| 7.                 | Hunt You Down                                      | 3:30  |
| 8.                 | Commotion (Cover van Creedence Clearwater Revival) | 11:44 |
| 9.                 | Nothing Achieving (Cover van The Police)           | 2:31  |
| 10.                | Boris the Spider (Cover van The Who)               | 4:32  |
| 11.                | Angelene (Cover van PJ Harvey)                     | 4:50  |
| Totale duur: 57:37 |                                                    |       |